# لوي باري
لوي باري (بالإنجليزية: Louie Barry)‏ هو لاعب كرة قدم بريطاني في مركز نصف الجناح، ولد في 21 يونيو 2003 في Sutton Coldfield ‏ في المملكة المتحدة. شارك مع منتخب إنجلترا تحت 16 سنة لكرة القدم ومنتخب إنجلترا تحت 17 سنة لكرة القدم. أما مع النوادي، فقد لعب مع أستون فيلا ونادي برشلونة للشباب.

## وصلات خارجية
- لوي باري على موقع قاعدة بيانات كرة القدم.إي يو (الإنجليزية)
- لوي باري على موقع Soccerbase.com (لاعب) (الإنجليزية)
- لوي باري على موقع Soccerway.com (الإنجليزية)
- لوي باري على موقع عالم كرة القدم.نت (الإنجليزية)